# Rory Sutherland
Rory Sutherland (Canberra, 8 februari 1982) is een voormalig Australisch wielrenner.
Van 2001 tot en met 2004 reed hij voor het beloftenteam van Rabobank. In 2005 maakte hij de overstap naar de profformatie. Eind 2005 werd echter bekend dat hij tijdens de Ronde van Duitsland was betrapt op het gebruik van clomifeen. Rabobank had hem inmiddels al ontslagen en op 21 december werd bekend dat Sutherland voor 15 maanden zou worden geschorst. In 2007 maakte hij zijn rentree bij Health Net presented by Maxxis.

## Belangrijkste overwinningen
2004
 Australisch kampioen op de weg, Beloften
3e etappe Ronde van de Abruzzen
3e etappe Ronde van Thüringen, Beloften
9e etappe Olympia's Tour
Flèche Hesbignonne-Cras Avernas
2010
Cascade Cycling Classic
2012
1e etappe Ronde van de Gila
Eindklassement Ronde van de Gila
Eindklassement Tour de Beauce
1e etappe Ronde van Utah
6e etappe Ronde van Colorado
2017
Ronde van La Rioja

## Resultaten in voornaamste wedstrijden
| Jaar | Ronde van Italië | Ronde van Frankrijk | Ronde van Spanje |
| ---- | ---------------- | ------------------- | ---------------- |
| 2005 | 108e             |                     |                  |
| 2013 | 97e              |                     |                  |
| 2014 |                  |                     |                  |
| 2015 |                  |                     | 139e             |
| 2016 | 80e              |                     | 130e             |
| 2017 | 108e             |                     |                  |
| 2018 |                  | 106e                |                  |
| 2019 |                  |                     |                  |
| 2020 |                  |                     | 129e             |

| Jaar | Milaan-San Remo | Gent-Wevelgem | Amstel Gold Race | Luik-Bast.‑Luik | Ronde van Lombardije | Waalse Pijl |  | WK op de weg |  | Wereldranglijsten |
| ---- | --------------- | ------------- | ---------------- | --------------- | -------------------- | ----------- |  | ------------ |  | ----------------- |
| 2005 |                 | 32e           |                  |                 |                      |             |  |              |  |                   |
| 2013 |                 |               | opgave           |                 | opgave               | 99e         |  | opgave       |  |                   |
| 2014 |                 |               | 115e             | 105e            |                      | 109e        |  | opgave       |  |                   |
| 2015 |                 |               | opgave           | opgave          |                      | opgave      |  |              |  |                   |
| 2016 |                 |               | opgave           | 118e            |                      | 143e        |  |              |  |                   |
| 2017 |                 |               | 119e             | 111e            |                      | 135e        |  | opgave       |  | 370e (UWT)        |
| 2018 |                 |               | opgave           | 124e            | opgave               | opgave      |  | opgave       |  |                   |
| 2019 |                 |               |                  | opgave          | 104e                 | opgave      |  | opgave       |  |                   |
| 2020 | 148e            |               |                  | opgave          |                      | 130e        |  |              |  |                   |

## Ploegen
- 2002 –  Rabobank GS3
- 2003 –  Rabobank GS3
- 2004 –  Rabobank GS3
- 2005 –  Rabobank (tot 4 oktober)
- 2007 –  Health Net presented by Maxxis
- 2008 –  Health Net presented by Maxxis
- 2009 –  OUCH presented by Maxxis
- 2010 –  Unitedhealthcare presented by Maxxis
- 2011 –  UnitedHealthcare Pro Cycling
- 2012 –  UnitedHealthcare Pro Cycling Team
- 2013 –  Team Saxo-Tinkoff
- 2014 –  Tinkoff-Saxo
- 2015 –  Movistar Team
- 2016 –  Movistar Team
- 2017 –  Movistar Team
- 2018 –  UAE Team Emirates
- 2019 –  UAE Team Emirates
- 2020 –  Israel Start-Up Nation